# Gerponville
Gerponville est une commune française située dans le département de la Seine-Maritime en région Normandie.

## Géographie

### Localisation
|                        | Bertreville | Bertheauville    |
| Theuville-aux-Maillots | Gerponville |                  |
| Valmont                | Riville     | Ourville-en-Caux |

Gerponville est située à une douzaine de kilomètres à l'est de Fécamp.

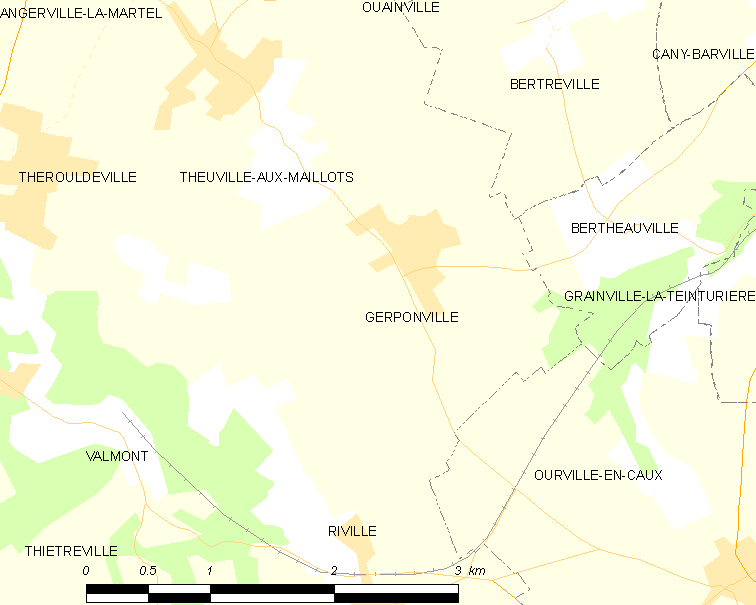
Carte de la commune.
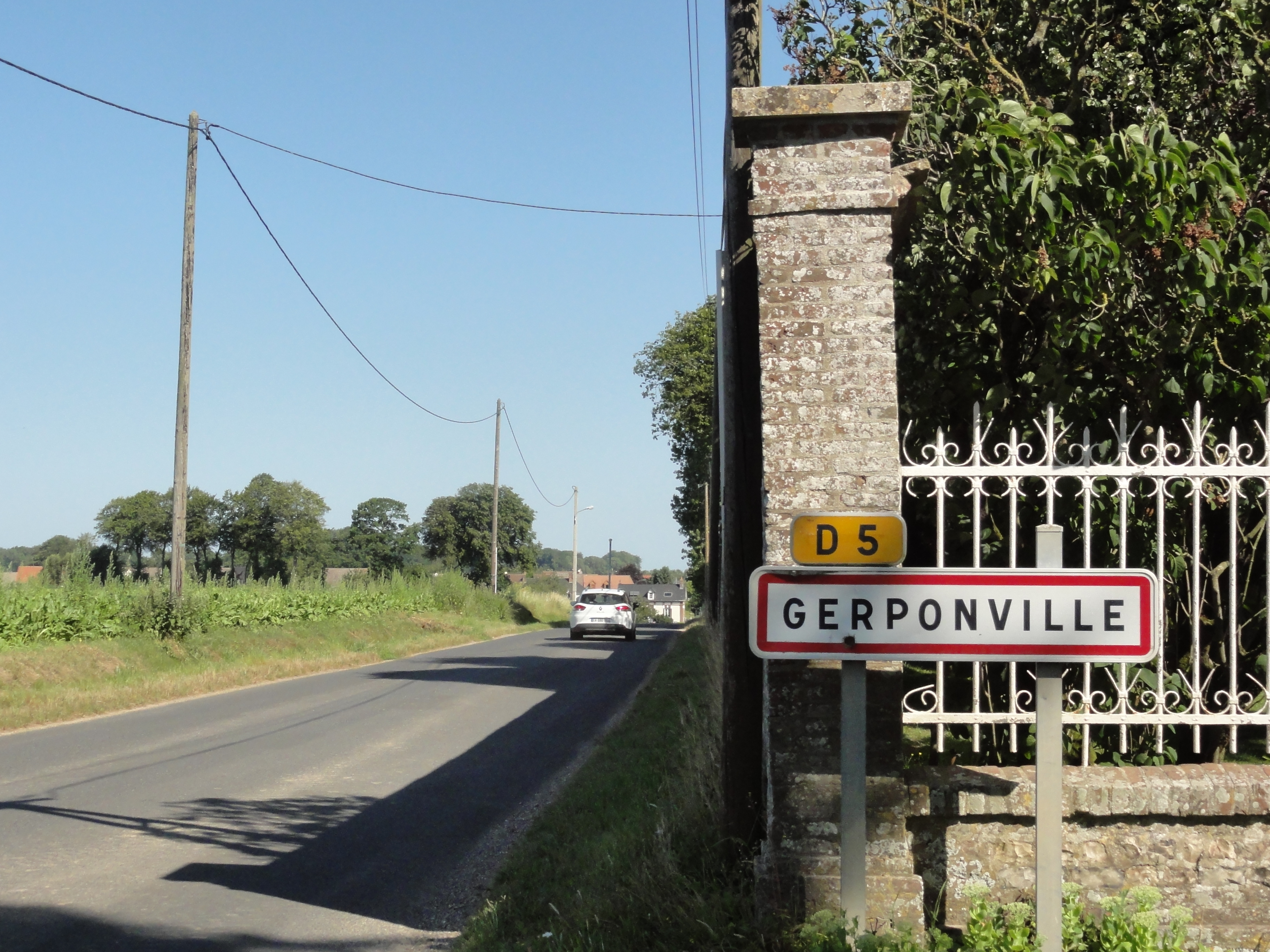
Entrée de Gerponville.
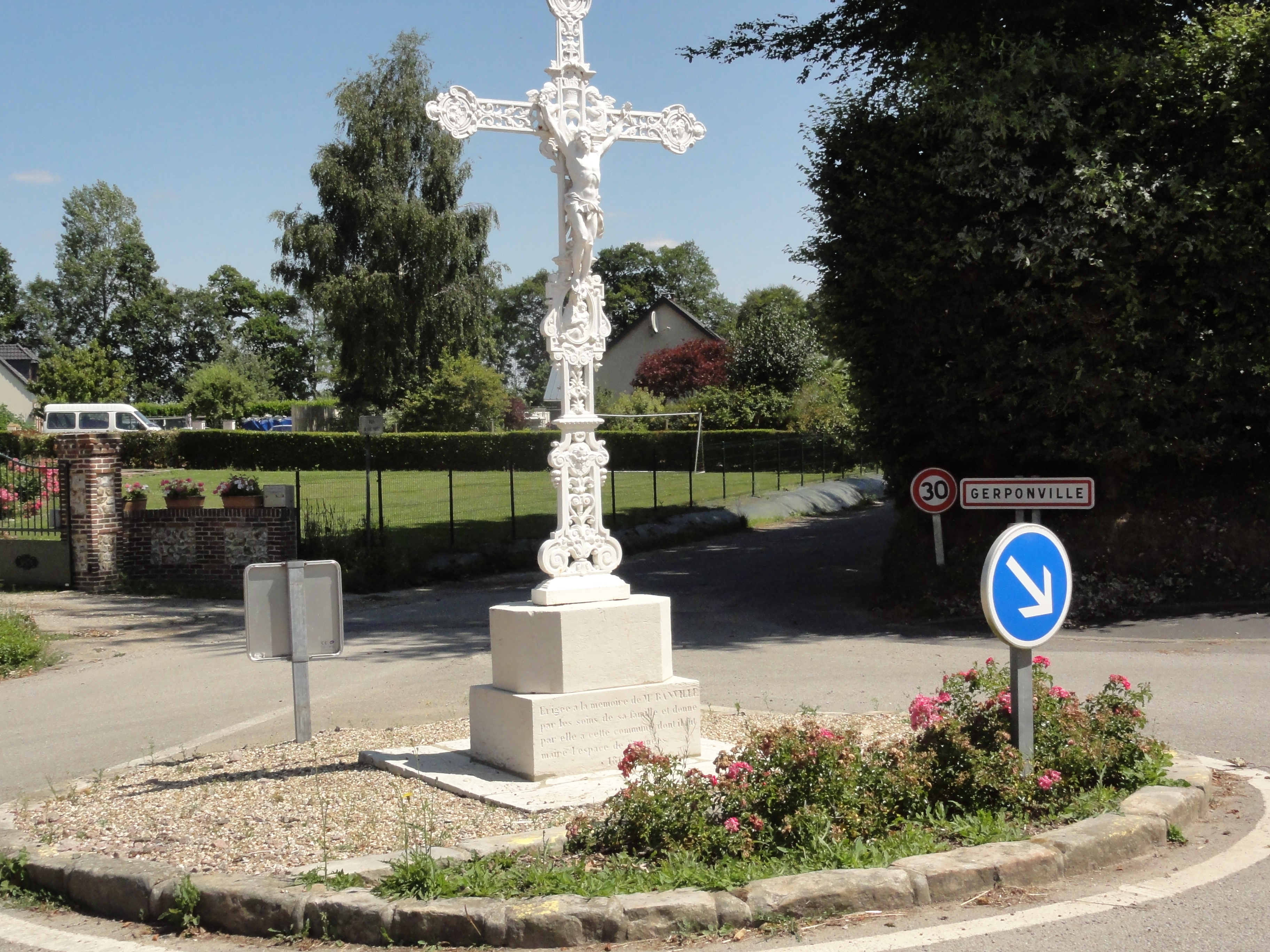
Rond-point du D5 avec calvaire.

### Hydrographie
La commune est située dans le bassin Seine-Normandie. Elle n'est drainée par aucun cours d'eau,.

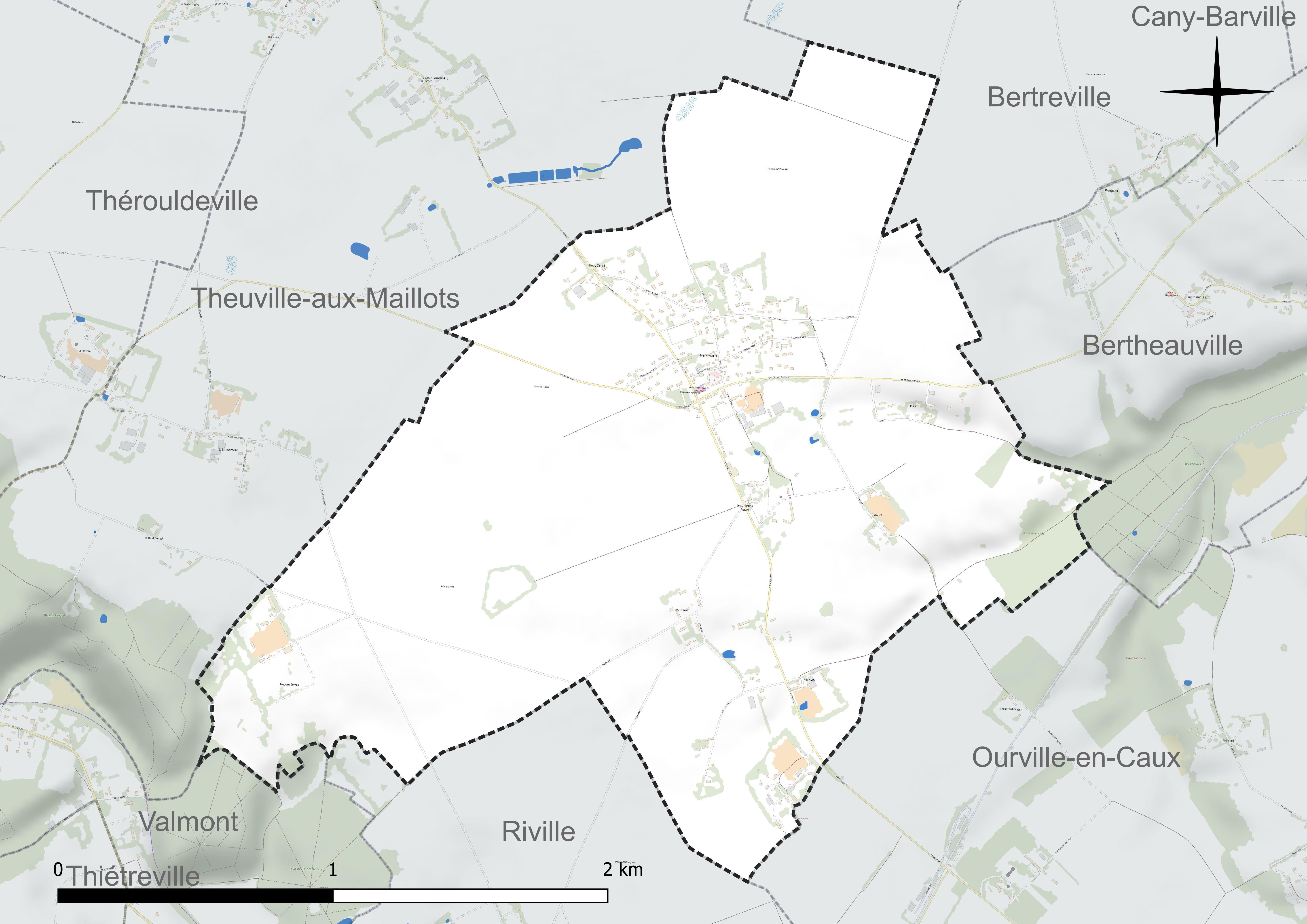
Réseau hydrographique de Gerponville.

### Climat
Pour des articles plus généraux, voir Climat de la Normandie et Climat de la Seine-Maritime.
En 2010, le climat de la commune est de type climat océanique franc, selon une étude du CNRS s'appuyant sur une série de données couvrant la période 1971-2000. En 2020, Météo-France publie une typologie des climats de la France métropolitaine dans laquelle la commune est exposée à un climat océanique et est dans la région climatique Côtes de la Manche orientale, caractérisée par un faible ensoleillement (1 550 h/an) ; forte humidité de l’air (plus de 20 h/jour avec humidité relative > 80 % en hiver), vents forts fréquents. Parallèlement le GIEC normand, un groupe régional d’experts sur le climat, différencie quant à lui, dans une étude de 2020, trois grands types de climats pour la région Normandie, nuancés à une échelle plus fine par les facteurs géographiques locaux. La commune est, selon ce zonage, exposée à un « climat maritime », correspondant au Pays de Caux, frais, humide et pluvieux, légèrement plus frais que dans le Cotentin.
Pour la période 1971-2000, la température annuelle moyenne est de 10,5 °C, avec une amplitude thermique annuelle de 13,6 °C. Le cumul annuel moyen de précipitations est de 919 mm, avec 13,3 jours de précipitations en janvier et 8,9 jours en juillet. Pour la période 1991-2020, la température moyenne annuelle observée sur la station météorologique la plus proche, située sur la commune d'Ectot-lès-Baons à 21 km à vol d'oiseau, est de 10,8 °C et le cumul annuel moyen de précipitations est de 905,5 mm,. Pour l'avenir, les paramètres climatiques de la commune estimés pour 2050 selon différents scénarios d’émission de gaz à effet de serre sont consultables sur un site dédié publié par Météo-France en novembre 2022.

## Urbanisme

### Typologie
Au 1er janvier 2024, Gerponville est catégorisée commune rurale à habitat dispersé, selon la nouvelle grille communale de densité à sept niveaux définie par l'Insee en 2022.
Elle est située hors unité urbaine. Par ailleurs la commune fait partie de l'aire d'attraction de Fécamp, dont elle est une commune de la couronne,. Cette aire, qui regroupe 26 communes, est catégorisée dans les aires de moins de 50 000 habitants,.

### Occupation des sols
L'occupation des sols de la commune, telle qu'elle ressort de la base de données européenne d’occupation biophysique des sols Corine Land Cover (CLC), est marquée par l'importance des territoires agricoles (90,2 % en 2018), une proportion sensiblement équivalente à celle de 1990 (89,6 %). La répartition détaillée en 2018 est la suivante : 
terres arables (86,3 %), zones urbanisées (6,8 %), prairies (3,9 %), forêts (3 %). L'évolution de l’occupation des sols de la commune et de ses infrastructures peut être observée sur les différentes représentations cartographiques du territoire : la carte de Cassini (XVIIIe siècle), la carte d'état-major (1820-1866) et les cartes ou photos aériennes de l'IGN pour la période actuelle (1950 à aujourd'hui).

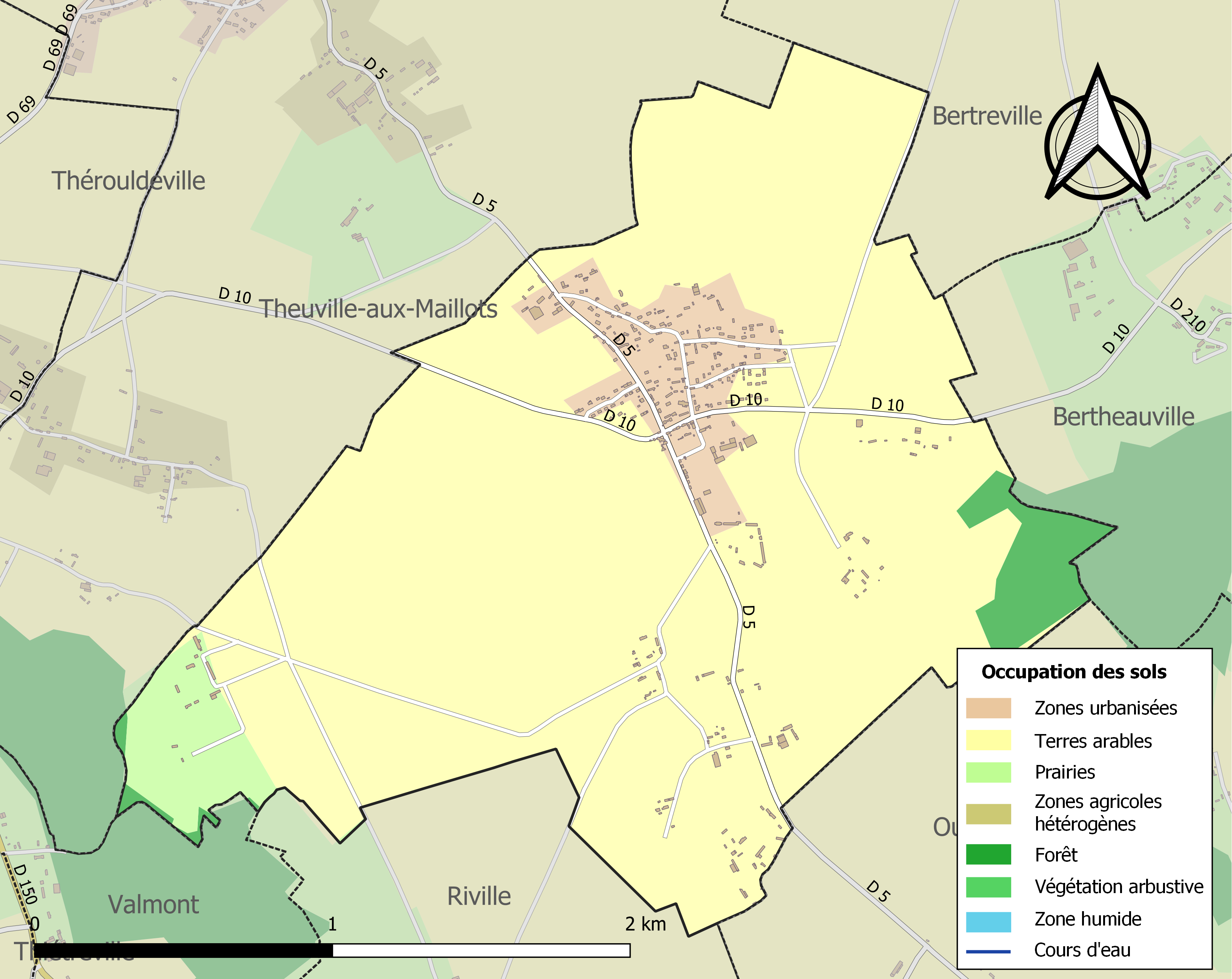
Carte des infrastructures et de l'occupation des sols de la commune en 2018 (CLC).

## Toponymie
Le nom de la localité est attesté sous les formes Reginaldo de Gerponvilla en 1156 et 1161; Reginaldo depifero de Gerbunvilla avant 1164; de Gerponvilla en 1164 et 1166; Raynaldus de Gerponvilla vers 1167; de Gesponvilla avant 1189; Rainaldus de Gerpunvilla et de Gerponvilla au XIIe siècle; de Gerponville en 1171 et 1178; Rainaldus de Gerponvilla, Gerpumvilla et Gerpunvilla fin du XIIe siècle; de Gerpenvilla vers 1210; de Gerponvilla en 1218; Gerponvilla en 1228; Gerponvilla vers 1240; parrochia Beatae Mariae de Gerponville en 1288; de Gerponville en 1314; Notre Dame de Gerponville en 1329; de Gerpenvilla vers 1210; Gerponvilla en 1337; Gerponville en 1420 et en 1459; Gerponville en Caux en 1423, en 1431 (Longnon); paroisse de Gerponville en 1503; Guerponville en 1517 et 1518; Notre Dame de Gerponville en 1713; Gerponville en 1605, Notre Dame de Gerponville en 1686; Gerponville en 1953.

## Histoire
La carte de Cassini ci-dessous ,montre qu'au milieu du XVIIIe siècle, Gerponville  est une paroisse située sur le chemin allant du Havre à Dieppe.
Les hameaux de Pimont et Les Neuves Terres  existent encore aujourd'hui.
Au sud est représenté le château de Gerponville.

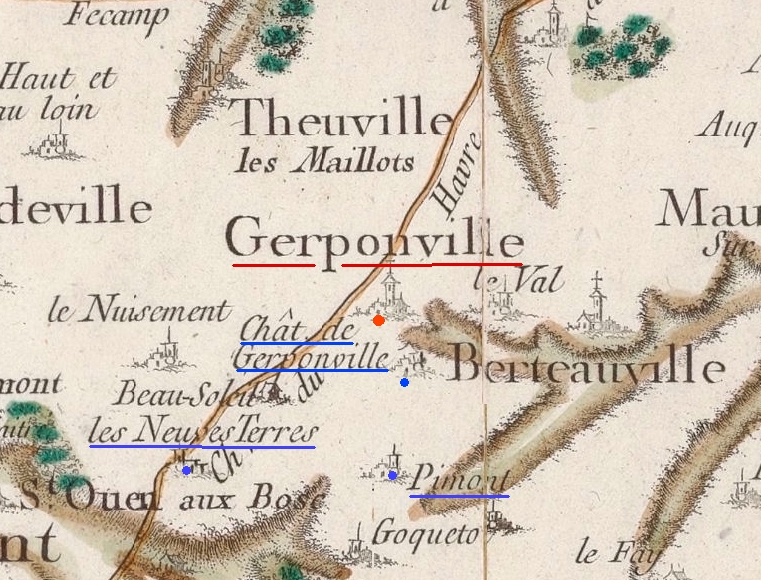
Carte de Cassini du secteur vers 1750
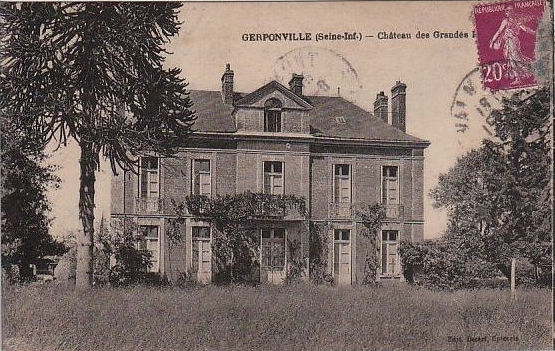
Carte postale du château vers 1910
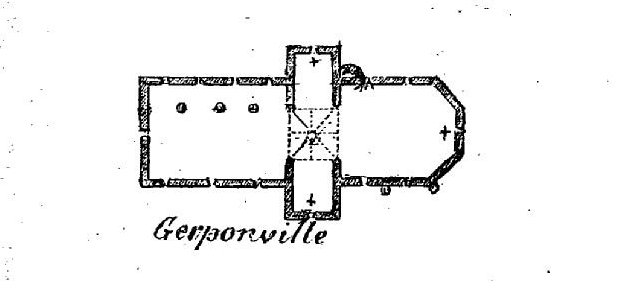
Plan de l'église au début du siècle dernier.

## Politique et administration
| Période                                  | Période                    | Identité                    | Étiquette | Qualité                          |
| ---------------------------------------- | -------------------------- | --------------------------- | --------- | -------------------------------- |
| Les données manquantes sont à compléter. |                            |                             |           |                                  |
| mars 2001                                | En cours (au 10 août 2020) | Marie-José Larcher-Dujardin |           | Réélue pour le mandat 2020-2026, |

## Démographie
L'évolution du nombre d'habitants est connue à travers les recensements de la population effectués dans la commune depuis 1793. Pour les communes de moins de 10 000 habitants, une enquête de recensement portant sur toute la population est réalisée tous les cinq ans, les populations de référence des années intermédiaires étant quant à elles estimées par interpolation ou extrapolation. Pour la commune, le premier recensement exhaustif entrant dans le cadre du nouveau dispositif a été réalisé en 2004.

En 2022, la commune comptait 381 habitants, en évolution de −5,22 % par rapport à 2016 (Seine-Maritime : +0,35 %, France hors Mayotte : +2,11 %).
| 1793 | 1800 | 1806 | 1821 | 1831 | 1836 | 1841 | 1846 | 1851 |
| ---- | ---- | ---- | ---- | ---- | ---- | ---- | ---- | ---- |
| 521  | 569  | 569  | 659  | 735  | 771  | 734  | 686  | 651  |

| 1856 | 1861 | 1866 | 1872 | 1876 | 1881 | 1886 | 1891 | 1896 |
| ---- | ---- | ---- | ---- | ---- | ---- | ---- | ---- | ---- |
| 722  | 679  | 656  | 645  | 632  | 558  | 535  | 503  | 465  |

| 1901 | 1906 | 1911 | 1921 | 1926 | 1931 | 1936 | 1946 | 1954 |
| ---- | ---- | ---- | ---- | ---- | ---- | ---- | ---- | ---- |
| 559  | 498  | 497  | 388  | 354  | 334  | 375  | 367  | 354  |

| 1962 | 1968 | 1975 | 1982 | 1990 | 1999 | 2004 | 2006 | 2009 |
| ---- | ---- | ---- | ---- | ---- | ---- | ---- | ---- | ---- |
| 349  | 337  | 334  | 308  | 330  | 300  | 316  | 328  | 370  |

| 2014 | 2019 | 2022 | - | - | - | - | - | - |
| ---- | ---- | ---- | - | - | - | - | - | - |
| 392  | 391  | 381  | - | - | - | - | - | - |

## Culture locale et patrimoine

### Lieux et monuments
- Église Notre-Dame, édifice du XVIIIe siècle.
- Monument aux morts.

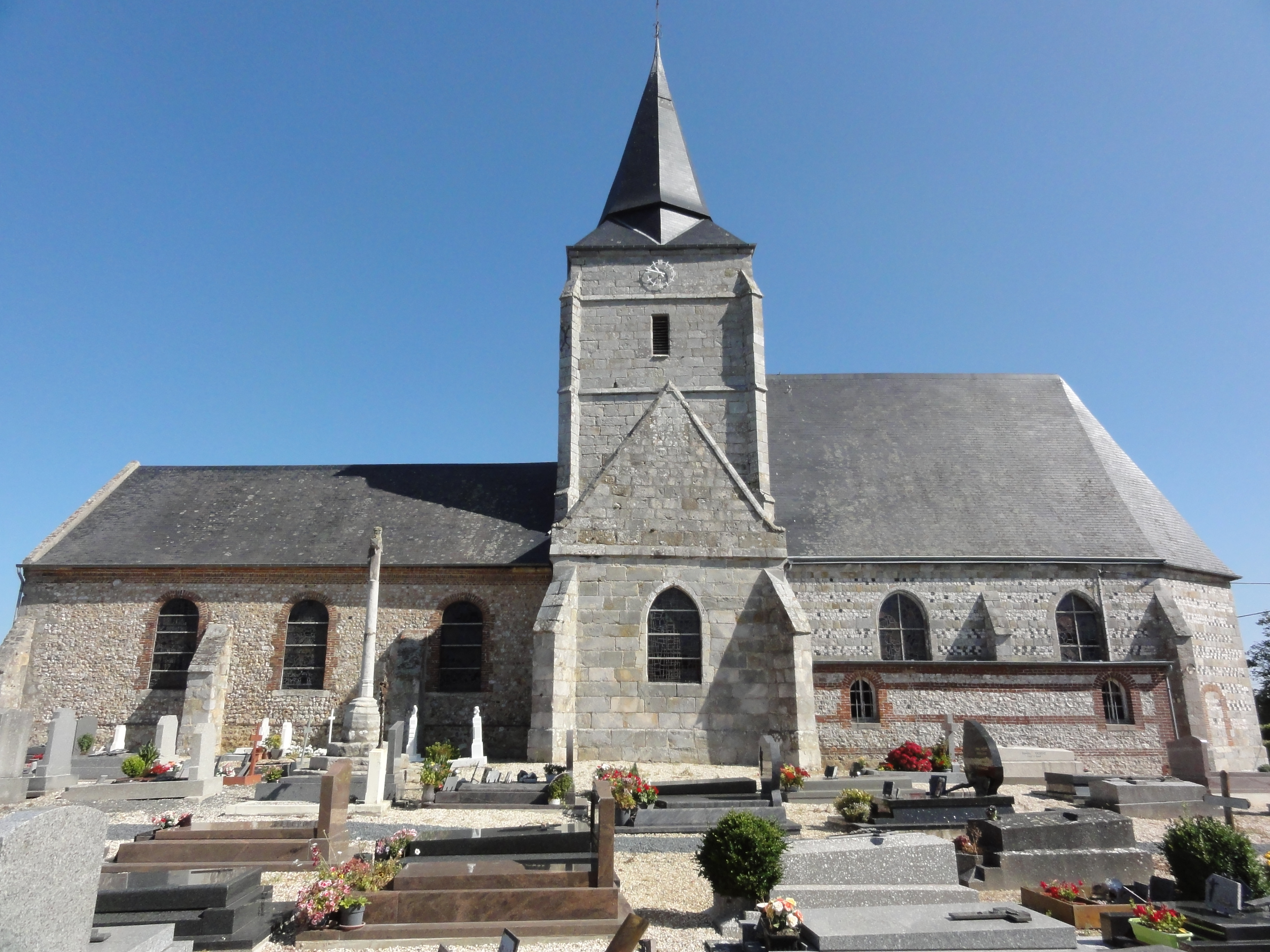
Église Notre-Dame.
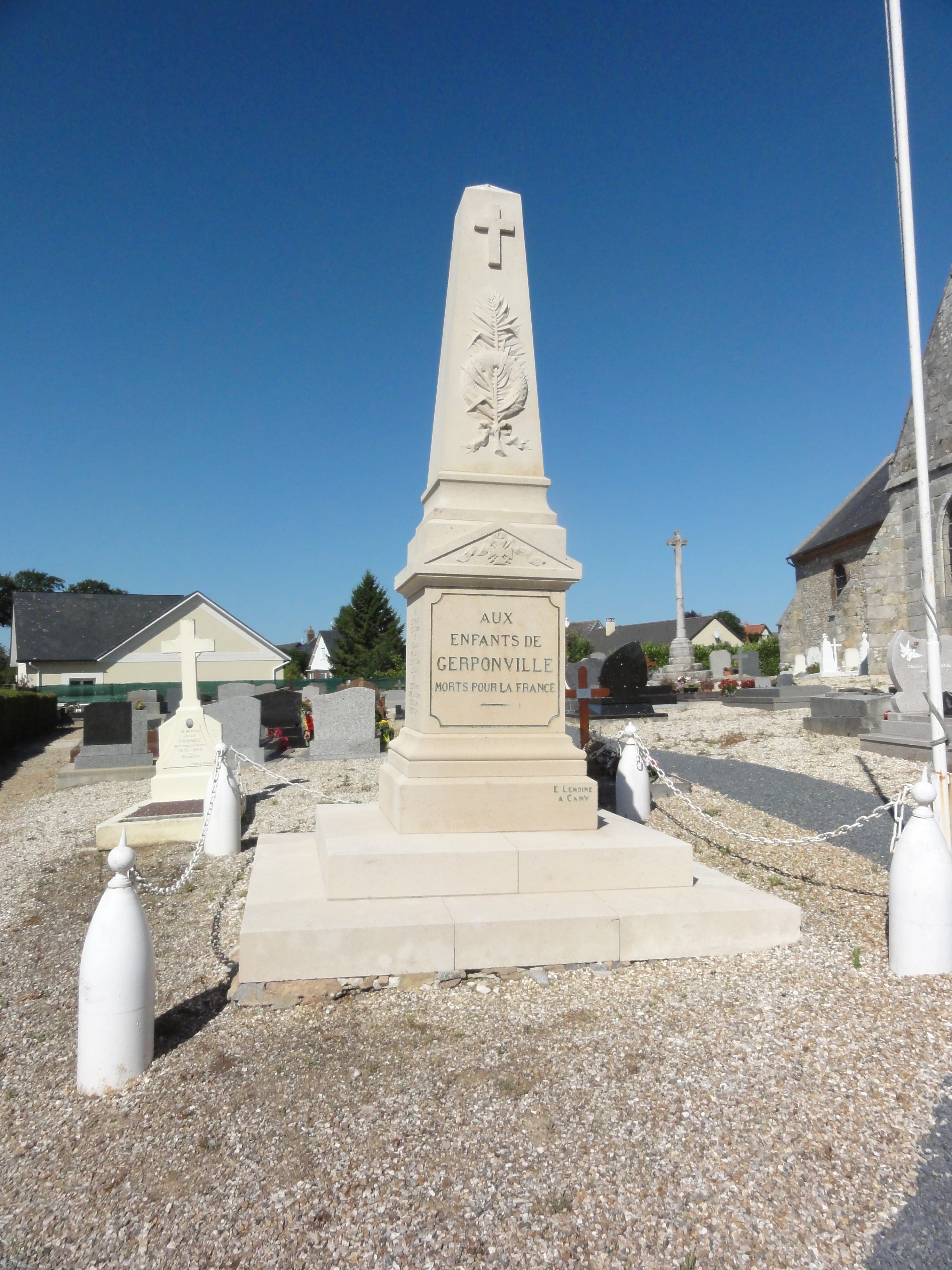
Monument aux morts.
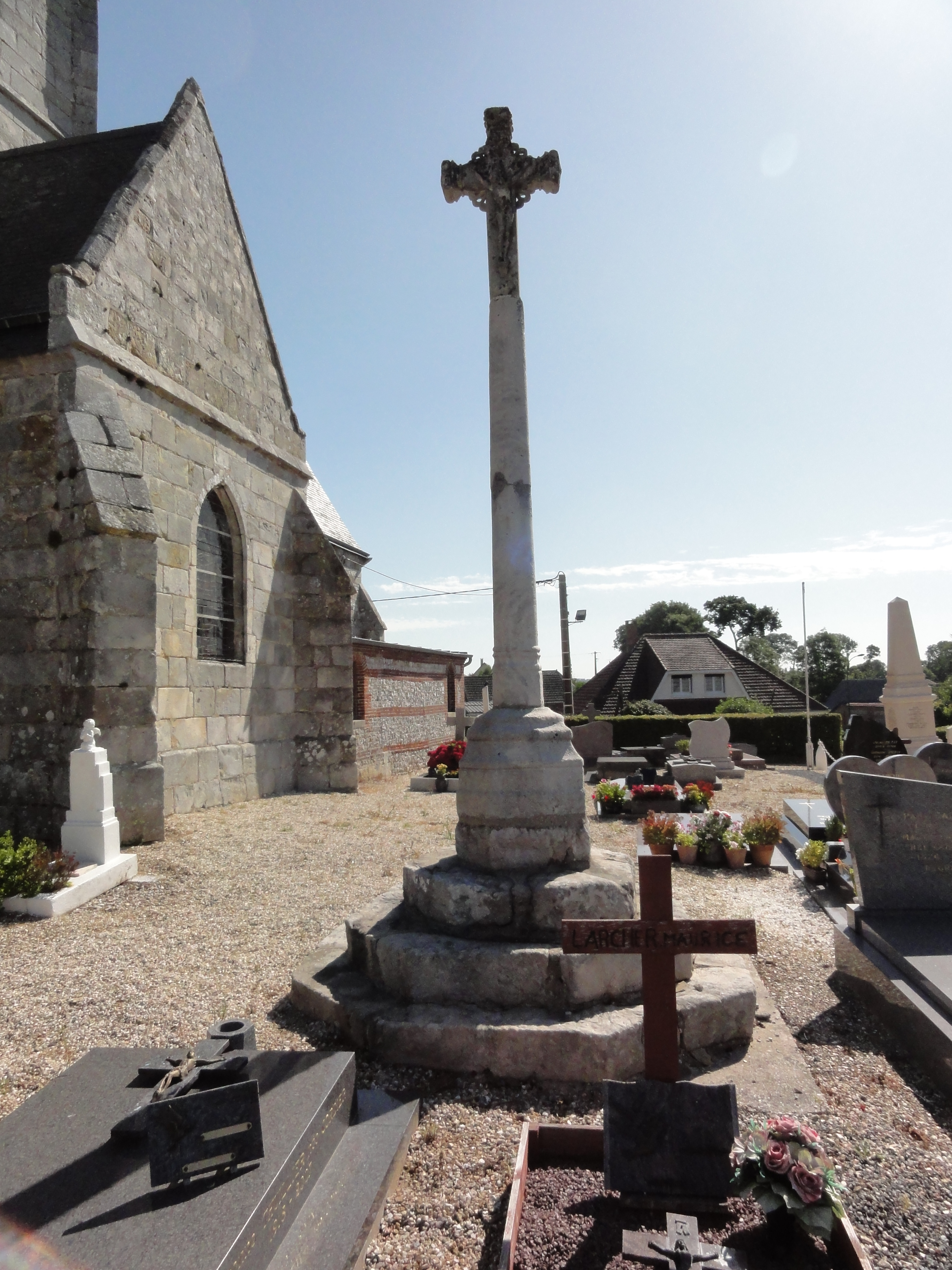
Croix du cimetière.

### Personnalités liées à la commune
- John Law de Lauriston, marquis de Gerponville.
- Charles Dargent, homme politique.

### Héraldique
| Armes de Gerponville | Les armes de la commune de Gerponville se blasonnent ainsi : d’or à la bande de gueules fretté d’argent, accompagné en chef d’un lion d’azur et en pointe d’un coq contourné du même au chef d’azur chargé d’une croix potencée d’or accostée de deux billets de banque d’argent. |